# Kyllach (Sededema)
Der Kyllach (russisch Кыллах, jakutisch Кыыллаах) ist ein 423 km langer linker Nebenfluss der Sededema im Nordosten Sibiriens,  im asiatischen Teil Russlands.
Der Kyllach entspringt am knapp 1000 m hohen Bergzug Changas-Tas auf dem Alaseja-Plateau, fast unmittelbar am nördlichen Polarkreis und etwa 120 km Luftlinie südöstlich der an der Indigirka gelegenen Siedlung Belaja Gora. Er fließt zunächst in nordöstlicher, dann zumeist stark mäandrierend in südöstlicher Richtung bis zu seiner Mündung am Westrand des Kolyma-Tieflands in den linken Kolyma-Nebenfluss Sededema, 274 Flusskilometer oberhalb von dessen Mündung und etwa 125 km südwestlich der Kleinstadt Srednekolymsk.
Das Einzugsgebiet des Kyllach umfasst 5080 km². Der größten Nebenfluss sind der Esseljach (russisch Эселях, auch Egeljach; Länge 62 km) von rechts sowie Utscha-Jurjage (Утча-Юряге, 72 km) und Chotu-Sala (Хоту-Сала, 70 km) von links.
Im gesamten Einzugsgebiet des Flusses gibt es keine Ortschaften. Bis etwas oberhalb der Einmündung der Chotu-Sala fließt der Kyllach im westlichen Teil des Srednekolymski ulus der Republik Sacha (Jakutien), von dort bis zur Mündung markiert er auf knapp 200 Flusskilometern die Grenze zum südlich benachbarten Werchnekolymski ulus.